# Saint-Salvy
Saint-Salvy é uma comuna francesa na região administrativa da Nova Aquitânia, no departamento Lot-et-Garonne. Estende-se por uma área de 9,22 km². Em 2010 a comuna tinha 201 habitantes (densidade: 21,8 hab./km²).